# Xunlei
Xunlei (迅雷 xùnlei zu deutsch Donner) ist ein Unternehmen in der chinesischen Sonderwirtschaftszone Shenzhen. Es betreibt einen Peer-to-Peer-Filesharing-Dienst, der hauptsächlich in Festlandchina benutzt wird und auf Chinesisch angeboten wird. Die Programme von Xunlei sind Thunder (迅雷) und die neuere Entwicklung Web Thunder.
Außerdem bietet das Unternehmen Downloadbeschleunigungsdienste an, die von mehr als 80 Millionen Nutzern heruntergeladen und installiert wurden. Xunleis Homepage hat jeden Tag über 50 Millionen Zugriffe.
Im Januar 2007 erwarb Google einen Anteil von 4 % am Unternehmen für 5 Millionen Dollar.

## Kritik
Xunlei benutzt P2P-Techniken zur Beschleunigung von Downloads. Standardmäßig untersucht es alle Dateien auf dem Rechner und bietet diese zum Download über das Xunlei-Netzwerk an.
Die Standard-Suchseite des Programms schickt ihre User auf Webseiten, die Viren und Trojaner beinhalten. Auch Xunlei selber installiert Dateien, die von vielen Viren-Scannern als Bedrohung angenommen werden.
Xunlei wird mit Werbung und Pop-Ups querfinanziert (Adware). Die Werbung kann ausgeschaltet werden.
Bei der Deinstallation werden nicht alle Dateien entfernt. Insbesondere Add-Ons in Browsern werden nicht gelöscht.